# Yoré Deá
Yoré Deá (en hebreo: יורה דעה) es una sección del Arba Turim, una recopilación de la ley judía, la Halajá, publicada en el año 1475. Esta sección del libro trata sobre los aspectos de la ley judía no relacionados con el calendario hebreo, las finanzas, los agravios, el matrimonio, el divorcio, o la conducta sexual. La sección Yoré Deá trata sobre el área más diversa de la ley judía. Después, el Rabino Joseph Caro escribió un código práctico de la ley judía, el Shulján Aruj, basado en el libro del Arba Turim, y siguiendo su misma estructura interna. Muchos comentaristas posteriores comentaron ambas obras. La sección Yoré Deá en el uso común se refiere a diversas áreas de la Halajá. Los temas tratados en esta sección incluyen pero no se limitan a:
- Los alimentos prohibidos y permitidos,
- La circuncisión,
- Las personas no judías,
- La idolatría,
- La prohibición de cobrar con interés,
- Los juramentos,
- Los conversos,
- Honrar a los padres,
- Honrar a los eruditos y a los ancianos,
- Dar caridad,
- Estudiar la Torá,
- Los rollos de la Torá,
- Los rollos de la Mezuzá,
- Alejar a la ave madre para llevarse a los polluelos,
- Comerse el grano nuevo,
- Evitar las mezclas prohibidas (tales como el shatnez),
- La redención del primogénito,
- La excomunión,
- Visitar a los enfermos,
- Guardar luto,
- Los diezmos sacerdotales,
- La prohibición de llevar tatuajes.